# Гажин-над-Цірохоу
Гажин-над-Цірохою, або Гажин-над-Цирохоу (словац. Hažín nad Cirochou) — село в Словаччині, Гуменському окрузі Пряшівського краю. Розташоване в східній частині Словаччини на межі Низьких Бескидів та Вигорлату в долині Цірохи.
Уперше згадується у 1317 році.
У селі є греко-католицька церква святого архангела Михаїла з 1772 року в стилі класицизму та римо-католицький костел з 2010 року.
В кадастрі села знаходиться садиба на місці старого замчиська з 11-12 століття.

## Населення
| Рік:            | 1993 | 2003     | 2013    | 2023    |
| --------------- | ---- | -------- | ------- | ------- |
| Кількість осіб: | 626  | 706      | 686     | 665     |
| Різниця:        |      | +12,77 % | -2,83 % | -3,06 % |

| Рік:            | 2022 | 2023    |
| --------------- | ---- | ------- |
| Кількість осіб: | 679  | 665     |
| Різниця:        |      | -2,06 % |

У селі проживає 692 осіб.
Національний склад населення (за даними останнього перепису населення — 2001 року):
- словаки — 98,53 %,
- українці — 0,74 %,
- чехи — 0,29 %,
- русини — 0,29 %.

Склад населення за приналежністю до релігії станом на 2001 рік:
- римо-католики — 65,59 %,
- греко-католики — 33,38 %,
- протестанти — 0,29 %,
- православні — 0,29 %,
- не вважають себе вірянами або не належать до жодної вищезгаданої конфесії — 0,30 %.

### Видатні постаті
Ян Баб'як — єпископ словацької греко—католицької церкви, народився в селі 28 жовтня 1953 року.